# CD46
CD46 (англ. CD46 molecule) – білок, який кодується однойменним геном, розташованим у людей на короткому плечі 1-ї хромосоми.  Довжина поліпептидного ланцюга білка становить 392 амінокислот, а молекулярна маса — 43 747.
| 10         |  | 20         |  | 30         |  | 40         |  | 50         |
| ---------- |  | ---------- |  | ---------- |  | ---------- |  | ---------- |
| MEPPGRRECP |  | FPSWRFPGLL |  | LAAMVLLLYS |  | FSDACEEPPT |  | FEAMELIGKP |
| KPYYEIGERV |  | DYKCKKGYFY |  | IPPLATHTIC |  | DRNHTWLPVS |  | DDACYRETCP |
| YIRDPLNGQA |  | VPANGTYEFG |  | YQMHFICNEG |  | YYLIGEEILY |  | CELKGSVAIW |
| SGKPPICEKV |  | LCTPPPKIKN |  | GKHTFSEVEV |  | FEYLDAVTYS |  | CDPAPGPDPF |
| SLIGESTIYC |  | GDNSVWSRAA |  | PECKVVKCRF |  | PVVENGKQIS |  | GFGKKFYYKA |
| TVMFECDKGF |  | YLDGSDTIVC |  | DSNSTWDPPV |  | PKCLKVLPPS |  | STKPPALSHS |
| VSTSSTTKSP |  | ASSASGPRPT |  | YKPPVSNYPG |  | YPKPEEGILD |  | SLDVWVIAVI |
| VIAIVVGVAV |  | ICVVPYRYLQ |  | RRKKKGTYLT |  | DETHREVKFT |  | SL         |

A: Аланін

C: Цистеїн

D: Аспарагінова кислота

E: Глутамінова кислота

F: Фенілаланін

G: Гліцин

H: Гістидин

I: Ізолейцин

K: Лізин

L: Лейцин

M: Метіонін

N: Аспарагін

P: Пролін

Q: Глутамін

R: Аргінін

S: Серин

T: Треонін

V: Валін

W: Триптофан

Кодований геном білок за функціями належить до рецепторів клітини-хазяїна для входу вірусу, рецепторів. 
Задіяний у таких біологічних процесах як імунітет, вроджений імунітет, взаємодія хазяїн-вірус, шлях активації комплементу, запліднення. 
Локалізований у мембрані, цитоплазматичних везикулах.